# Comuna Săucești, Bacău
Săucești (în maghiară Szeucsest) este o comună în județul Bacău, Moldova, România, formată din satele Bogdan Vodă, Costei, Săucești (reședința), Schineni, Siretu și Șerbești.

## Așezare
Comuna se află în nordul județului, pe malul stâng al Bistriței și pe malul drept al Siretului, aproape de confluența celor două râuri, la nord-est de municipiul Bacău. Este traversată de șoseaua națională DN2, care leagă Bacăul de Roman; și de șoseaua județeană DJ207F, care duce spre sud la Letea Veche (unde se termină în DN2F) și spre nord la Itești (unde se termină în DN2). Din DN2, la Bogdan Vodă se ramifică șoseaua județeană DJ207P, al cărui traseu se află în întregime pe teritoriul comunei, ea terminându-se la Săucești în DJ207F.

## Demografie
Componența etnică a comunei Săucești
     Români (91,01%)
     Alte etnii (0,28%)
     Necunoscută (8,71%)
Componența confesională a comunei Săucești
     Ortodocși (76,57%)
     Romano-catolici (12,77%)
     Alte religii (1,32%)
     Necunoscută (9,34%)
Conform recensământului efectuat în 2021, populația comunei Săucești se ridică la 5.386 de locuitori, în creștere față de recensământul anterior din 2011, când fuseseră înregistrați 4.772 de locuitori. Majoritatea locuitorilor sunt români (91,01%), iar pentru 8,71% nu se cunoaște apartenența etnică. Din punct de vedere confesional, majoritatea locuitorilor sunt ortodocși (76,57%), cu o minoritate de romano-catolici (12,77%), iar pentru 9,34% nu se cunoaște apartenența confesională.

## Politică și administrație
Comuna Săucești este administrată de un primar și un consiliu local compus din 15 consilieri. Primarul, Valentin Manea[*], de la Partidul Social Democrat, este în funcție din 2012. Începând cu alegerile locale din 2024, consiliul local are următoarea componență pe partide politice:
|  | Partid                          | Consilieri | Componența Consiliului | Componența Consiliului | Componența Consiliului | Componența Consiliului | Componența Consiliului | Componența Consiliului | Componența Consiliului | Componența Consiliului | Componența Consiliului | Componența Consiliului |
|  | ------------------------------- | ---------- | ---------------------- | ---------------------- | ---------------------- | ---------------------- | ---------------------- | ---------------------- | ---------------------- | ---------------------- | ---------------------- | ---------------------- |
|  | Partidul Social Democrat        | 10         |                        |                        |                        |                        |                        |                        |                        |                        |                        |                        |
|  | Alianța pentru Unirea Românilor | 3          |                        |                        |                        |                        |                        |                        |                        |                        |                        |                        |
|  | Partidul Național Liberal       | 2          |                        |                        |                        |                        |                        |                        |                        |                        |                        |                        |

## Istorie
La sfârșitul secolului al XIX-lea, comuna făcea parte din plasa Bistrița de Sus a județului Bacău și era formată din satele Săucești, Holt, Dospinești și Podul de Fier, având în total 1604 locuitori. În comună existau o școală mixtă cu 52 de elevi, înființată în 1864 și două biserici, în timp ce principalii proprietari de terenuri erau G.C. Sturdza, Eugenie Sturdza și Iulia Pöch. La acea vreme, pe teritoriul actual al comunei mai funcționau, în aceeași plasă, și comunele Schineni și Șerbești. Comuna Schineni era formată din satele Bogdana, Peletucii de Jos, Peletucii de Sus, Cățelești, Schineni și Cotu lui Iurașcu și avea 1126 de locuitori, o școală cu 18 elevi deschisă la Cățelești în 1890, trei biserici ortodoxe și una catolică, marii proprietari de terenuri fiind Elena Iurașcu și G. Exarcu. Comuna Șerbești, cu satele Șerbești și Bradu, avea 730 de locuitori, două biserici și o școală mixtă.
Anuarul Socec din 1925 consemnează comuna Săucești în plasa Traian și comuna Șerbești în plasa Bistrița a aceluiași județ. Comuna Săucești avea 2176 de locuitori în satele Costeiu, Holt, Săucești și Șerbănești. Comuna Schineni fusese desființată și satele ei trecuseră la comuna Șerbești, comună ce avea 1392 de locuitori în satele Bogdana, Cotu lui Iurașcu, Cățelești, Peletucii de Jos, Peletucii de Sus, Schineni și Șerbești.
După 1950, comunele Săucești și Șerbești au fost transferate raionului Bacău din regiunea Bacău, iar comuna Șerbești a luat numele de Cățelești de la noul ei sat de reședință; în 1964, numele satului și comunei Cățelești au fost schimbate în Siretul. În 1968, cele două comune au revenit la județul Bacău, reînființat, iar comuna Siretul a fost desființată, satele ei trecând la comuna Săucești. Tot atunci, au fost desființate satele Bogdana (comasat cu satul Șerbești), Peletucii de Jos și Peletucii de Sus (comasate cu satul Siretul).